# Миропілля (Звенигородський район)
Миропі́лля (МФА: [mɪroˈpʲiʎːɐ] ( прослухати)) — село в Україні, у Селищенській сільській громаді Звенигородського району Черкаської області. У селі мешкає 187 людей.

## Історія
Станом на 1885 рік у колишньому власницькому селі Завадівської волості Черкаського повіту Київської губернії мешкало 318 осіб, налічувалось 60 дворових господарств, існували школа та постоялий будинок.
За переписом 1897 року кількість мешканців зросла до 2399 осіб (1174 чоловічої статі та 1225 — жіночої), з яких 2369 — православної віри.
Село Миропілля – від мирного поля.
Миропілля – село Корсунь-Шевченківського району Черкаської області. Знаходиться за 70 км від обласного центру, за 7 км від райцентру та за 18 км від залізничної станції «Корсунь». Крім того в с. Миропіллі є залізнична зупинка — «Кошмак». Площа населеного пункту 58 га.
Кількість населення за переписом на 2001 рік – 198 осіб, станом на 2016 рік – 163 особи. Національний склад населення – 100 % українці.
За археологічними даними поблизу села виявлено 5 курганів та поселення трипільської культури, яке розвивалося протягом IV — III тис. до н.е. і досягло високого, як на той час, рівня розвитку. Розміщується воно на північно-західній околиці села, на високому мису, обмеженому правою притокою Росі та балкою. Відкрите у 60-х роках Михайлом Я.Гупалом, розкопувалося у 1973 -1975 рр. експедицією О.В. Цвек. Загальна площа поселення – 100 га. На 40 га виявлено 57 споруд. Житла сплановані по чотирьох концентричних колах. Було досліджено 5 споруд, у тому числі, господарча будівля, житла, гончарна майстерня. Матеріали розкопок зберігаються у фондах Інституту археології Академії наук України. Серед найбільш цікавих знахідок – теракотова фігурка, висотою 14 см, з «рогатим» головним убором на стовпчастій ніжці, яка відтворює образ породіллі. Знайдено її біля вівтаря.
Черняхівське поселення, яке існувало у 1-5 століттях нашої ери, знаходиться – на ділянці 300 на 100 метрів на першій надзаплавній терасі заболоченої балки лівого берега ріки Кошмак на південний захід від села Миропілля.
На території с. Миропілля відкрито і поселення часів Київської Русі, яке являє собою кругле городище 130 метрів периметром.
Село відоме з XVIII століття, але точна дата його заснування невідома. За народною етимологією, його назва походить від слів «мир» і «поле», тобто мирне поселення серед поля. Краєзнавець Михайло Масло стверджує, що після Андрусівського перемир’я між Росією та Польщею була утворена нейтральна зона, яку не мали права переходити ні Росія, ні Польща або заселяти зону з обох сторін. Отож, виникли такі поняття, як мирне поле, гуляй-поле і т.д. Назви населених пунктів, урочищ збереглися на багато століть до наших днів. Краєзнавець Костянтин Ворошило пропонує свою версію, що можливо, назва утворена від слів «мир» і «пілля» (поле), що має початкове значення поле, земельні угіддя, які належали не одному власнику, а всій громаді. А ще назва могла бути занесена із-за Дніпра переселенцями. Проте існує й інша версія, яка стверджує, що поселення заснував польський пан Миропільський.
Відомі дані про власників села. З 1804 року до 1882 року село належало графині Літте (уродженій Енгельгардт), яке вона отримала в спадок від князя Потьомкіна. На той період у селі проживало селян 90 чоловіків і 91 жінка. Потім воно переходило разів 6 у власність інших поміщиків.
У 1882 – 1902 рр. село належало князям Трубецьким. У 1829 році тут був 21 двір, проживало 83 чоловіки і 114 жінок; на 1915 рік – дворів було 40, чоловіків було 204, жінок 185.
Після 2-го поділу Польщі, 1793 року, Миропілля відійшло до Російської імперії. У 1846 році – відносилось до Канівського повіту Київської губернії. На 01.01.1901 року у селі Миропілля нараховувалось 257 десятин землі, якою володіли селяни. У селі були: школа грамоти, 3 вітряні млини, спільний із Завадівкою хлібний магазин. У XIX столітті Миропілля входило до Деренковецької волості, Черкаського повіту, Київської губернії. Ось, про що свідчить загальний статистичний опис Черкаського повіту, який був складений повітовим ісправником Солтиком, від 1жовтня 1900 року: «Деревня Миропілля. Належить до X урядничеської дільниці, 1 сотський, 1 поліцейський десятський. Від повітового міста в 67 верстах. Селян: ч.с. — 220, ж.с. — 210. Число євреїв: ч.с. — 7, ж.с. — 4. належить князю Столипіну. В є церковно-приходська школа, в ній навчається 15 хлопчиків. Жителі займаються хліборобством».
Церкви у селі не було. Село було приписане до Різдво-Богородичної церкви с. Завадівки. 
Під час Української революції 1917 – 1921 рр. влада неодноразово змінювалася. Після встановлення комуністичної влади жителі потерпали під час Голодомору 1932 – 1933 рр. Тоді в селі померла 61 особа. Зазнали жителі і сталінських репресій. Серед репресованих і виходець з села архімандрит Флор, який служив у Києво-Печерській Лаврі, та постраждав за віру в 30-х роках 20 століття. Про нього йдеться у статті Юрія Мицика «Окремі сторінки з історії Черкащини» вміщеної у Корсунському часописі за 2012 рік, число 26-27. Про отця Флора відомо, що він народився у с.Миропілля 15 липня 1863 року. У Голосіївській пустині перебував з 01 листопада 1888 року, потім - у Києво-Печерській Лаврі був пострижений в ченці 25 лютого 1895 року. Мав неабиякі музичні здібності. За організацію хору лаври був нагороджений орденом святої Анни. Пройшов шлях від ієродиякона до архімандрита Києво-Печерської Лаври, яким був призначений 30 січня 1922 року. А вже 20 грудня 1924 року був заарештований ГПУ. Після звільнення 19 травня 1925 року жив у Китаївській пустині. Арештований вдруге 17 березня 1933 року. Після звільнення з-під другого арешту 29 травня 1933 року, подальша його доля невідома.
Від 1932 року село знаходилось у межах Київської області, від 1954 р. – Черкаської області. З липня 1941 року до лютого 1944 року Миропілля було під нацистською окупацією. На фронтах Другої Світової війни загинуло 22 особи. У братській могилі поховано 33 радянські воїни. Обеліск Слави встановлений 1952 року. Нині в селі працюють сільський клуб та магазин. У 2012 р. відбулась газифікація села.
В селі проживають працівники сільського господарства нагороджені орденами: тракторист Вовк Степан Микитович – орденом «Знак Пошани», тракторист Кутовенко Іван Лукович – орденом «Знак Пошани», доярка Іщенко Тетяна Іванівна – орденом Трудової Слави.
Миропілля — невеличке, але неповторне і мальовниче село. Цей куточок нашої Корсунщини, вартий того, щоб ми з вами знали його славну історію, яка вписує свою яскраву сторінку у наше сьогодення

## Населення

### Мова
Розподіл населення за рідною мовою за даними перепису 2001 року:
| Мова       | Кількість | Відсоток |
| ---------- | --------- | -------- |
| українська | 182       | 97.33%   |
| російська  | 5         | 2.67%    |
| Усього     | 187       | 100%     |